# Boxeuropameisterschaften 1965
Die 16. Herren-Boxeuropameisterschaften der Amateure wurden vom 22. bis 29. Mai 1965 in Ost-Berlin ausgetragen. Dies waren nach 1927 und 1955 die dritten Europameisterschaften in Berlin. Es nahmen 172 Kämpfer aus 24 Nationen teil.
Es wurden Medaillen in zehn Gewichtsklassen vergeben. Die Sowjetunion errang acht Titel, Polen und Deutschland jeweils einen.

## Ergebnisse
| Klasse            | Gold                              | Silber                    | Bronze                                              |
| Fliegengewicht    | Hans Freistadt Deutschland        | Hubert Skrzypczak Polen   | Constantin Ciucă Rumänien John McCluskey Schottland |
| Bantamgewicht     | Oleg Grigorjew Sowjetunion        | Jan Gałązka Polen         | Nicolae Giju Rumänien Horst Rascher Deutschland     |
| Federgewicht      | Stanislaw Stepaschkin Sowjetunion | Brunon Bendig Polen       | Ken Buchanan Schottland Wolfgang Hübner DDR         |
| Leichtgewicht     | Welikton Barannikow Sowjetunion   | Józef Grudzień Polen      | James McCourt Irland Antoniu Vasile Rumänien        |
| Halbweltergewicht | Jerzy Kulej Polen                 | Preben Rasmussen Dänemark | Ermanno Fasoli Italien Rupert König Österreich      |
| Weltergewicht     | Ričardas Tamulis Sowjetunion      | Luigi Patruno Italien     | Detlef Dahn DDR Vladimír Kučera Tschechoslowakei    |
| Halbmittelgewicht | Wiktor Agejew Sowjetunion         | Angel Doitchev Bulgarien  | Mario Casati Italien Anton Schnedl Österreich       |
| Mittelgewicht     | Waleri Popentschenko Sowjetunion  | William Robinson England  | Lucjan Słowakiewicz Polen Wolfgang Trödler DDR      |
| Halbschwergewicht | Danas Pozniakas Sowjetunion       | Peter Gerber Deutschland  | Bernd Anders DDR Béla Horváth Schweiz               |
| Schwergewicht     | Alexander Isossimow Sowjetunion   | Kiril Pandow Bulgarien    | Dušan Rybanský Tschechoslowakei Ernő Szénási Ungarn |

## Medaillenspiegel
| Rang | Land                            | Gold | Silber | Bronze | Gesamt |
| ---- | ------------------------------- | ---- | ------ | ------ | ------ |
| 01   | Sowjetunion                     | 8    | 0      | 0      | 8      |
| 02   | Polen                           | 1    | 4      | 1      | 6      |
| 03   | Deutschland                     | 1    | 1      | 1      | 3      |
| 04   | Bulgarien                       | 0    | 2      | 0      | 2      |
| 05   | Italien                         | 0    | 1      | 2      | 3      |
| 06   | Dänemark                        | 0    | 1      | 0      | 1      |
| 06   | England                         | 0    | 1      | 0      | 1      |
| 08   | Deutsche Demokratische Republik | 0    | 0      | 4      | 4      |
| 09   | Rumänien                        | 0    | 0      | 3      | 3      |
| 010  | Schottland                      | 0    | 0      | 2      | 2      |
| 010  | Österreich                      | 0    | 0      | 2      | 2      |
| 010  | Tschechoslowakei                | 0    | 0      | 2      | 2      |
| 013  | Ungarn                          | 0    | 0      | 1      | 1      |
| 013  | Irland                          | 0    | 0      | 1      | 1      |
| 013  | Schweiz                         | 0    | 0      | 1      | 1      |
|      | Gesamt                          | 10   | 10     | 20     | 40     |